# Vuelta a España 1966
Die 21. Vuelta a España wurde in 18 Abschnitten und 2950 Kilometern vom 28. April bis zum 15. Mai 1966 ausgetragen und vom Spanier Francisco Gabica gewonnen. Die Punktwertung konnte Jos van der Vleuten für sich entscheiden. Die Bergwertung gewann Gregorio San Miguel.

## Teilnehmende Teams
| Profi-Radsportteams (9)- Televizier-Batavus - Ferrys - Libertas - Kas-Kaskol - Flandria - Fagor - Wiel's-Gancia-Groene Leeuw - Olimpia - FC Porto (Radsportteam) Nationalmannschaft- Italien |
| |

## Etappen
| Etappe | Datum     | von             | nach            | km        | Gewinner                | Maillot amarillo      |
| ------ | --------- | --------------- | --------------- | --------- | ----------------------- | --------------------- |
| 1a     | 28. April | Murcia          | Murcia          | 111       | Bruno Sivilotti         | Bruno Sivilotti       |
| 1b     | 28. April | Murcia          | Murcia          | 3,5 (EZF) | José María Errandonea   | José María Errandonea |
| 2a     | 29. April | Murcia          | La Manga        | 81        | Enzo Pretolani          | José María Errandonea |
| 2b     | 29. April | La Manga        | Benidorm        | 153       | Ramón Mendiburu         | José María Errandonea |
| 3      | 30. April | Benidorm        | Valencia        | 148       | Jose Antonio Momene     | Jose Antonio Momene   |
| 4      | 1. Mai    | Cuenca          | Madrid          | 177       | Valentín Uriona         | Valentín Uriona       |
| 5      | 2. Mai    | Madrid          | Madrid          | 181       | Carlos Echevarría       | Valentín Uriona       |
| 6      | 3. Mai    | Madrid          | Calatayud       | 225       | Jo de Roo               | Valentín Uriona       |
| 7      | 4. Mai    | Calatayud       | Saragossa       | 105       | Cees Haast              | Valentín Uriona       |
| 8      | 5. Mai    | Saragossa       | Lerida          | 144       | Henk Nijdam             | Valentín Uriona       |
| 9      | 6. Mai    | Lerida          | Las Colinas     | 128       | Antonio Gómez del Moral | Valentín Uriona       |
| 10a    | 7. Mai    | Sitges          | Barcelona       | 40        | Luis Otaño              | Valentín Uriona       |
| 10b    | 7. Mai    | Barcelona       | Barcelona       | 49        | Henk Nijdam             | Valentín Uriona       |
| 11     | 8. Mai    | Barcelona       | Huesca          | 266       | Mario Zanin             | Valentín Uriona       |
| 12     | 9. Mai    | Huesca          | Pamplona        | 221       | Gerben Karstens         | Valentín Uriona       |
| 13     | 10. Mai   | Pamplona        | San Sebastian   | 131       | Cees Haast              | Cees Haast            |
| 14     | 11. Mai   | San Sebastian   | Vitoria-Gasteiz | 178       | Gregorio San Miguel     | Cees Haast            |
| 15a    | 12. Mai   | Vitoria-Gasteiz | Haro            | 61 (EZF)  | Francisco Gabica        | Francisco Gabica      |
| 15b    | 12. Mai   | Haro            | Logrono         | 52        | Gerben Karstens         | Francisco Gabica      |
| 16     | 13. Mai   | Logrono         | Burgos          | 116       | Henk Nijdam             | Francisco Gabica      |
| 17     | 14. Mai   | Burgos          | Santander       | 226       | Gerben Karstens         | Francisco Gabica      |
| 18     | 15. Mai   | Santander       | Bilbao          | 154       | Domingo Perurena        | Francisco Gabica      |

## Endstände
| \| Gesamtwertung \| Gesamtwertung \| Gesamtwertung \| Gesamtwertung \| Gesamtwertung \| \| Fahrer \| Fahrer \| Land \| Team \| Zeit \| \| ------------- \| ----------------------- \| ------------- \| ------------------ \| ---------------- \| \| 1. \| Francisco Gabica \| Spanien \| Kas-Kaskol \| 78 h 53 min 55 s \| \| 2. \| Eusebio Vélez \| Spanien \| Kas-Kaskol \| + 39 s \| \| 3. \| Carlos Echevarría \| Spanien \| Kas-Kaskol \| + 44 s \| \| 4. \| Luis Otaño \| Spanien \| Fagor \| + 2 min 17 s \| \| 5. \| José Antonio Momeñe \| Spanien \| Kas-Kaskol \| + 2 min 25 s \| \| 6. \| Valentín Uriona \| Spanien \| Kas-Kaskol \| + 2 min 44 s \| \| 7. \| Antonio Gómez del Moral \| Spanien \| Kas-Kaskol \| + 3 min 52 s \| \| 8. \| Cees Haast \| Niederlande \| Televizier-Batavus \| + 3 min 55 s \| \| 9. \| Angelino Soler \| Spanien \| Ferrys \| + 4 min 37 s \| \| 10. \| José María Errandonea \| Spanien \| Fagor \| + 4 min 40 s \| |                         |             |                    |                  |
| |                         |             |                    |                  |
| |                         |             |                    |                  |
| Gesamtwertung |                         |             |                    |                  |
| Fahrer | Fahrer                  | Land        | Team               | Zeit             |
| 1. | Francisco Gabica        | Spanien     | Kas-Kaskol         | 78 h 53 min 55 s |
| 2. | Eusebio Vélez           | Spanien     | Kas-Kaskol         | + 39 s           |
| 3. | Carlos Echevarría       | Spanien     | Kas-Kaskol         | + 44 s           |
| 4. | Luis Otaño              | Spanien     | Fagor              | + 2 min 17 s     |
| 5. | José Antonio Momeñe     | Spanien     | Kas-Kaskol         | + 2 min 25 s     |
| 6. | Valentín Uriona         | Spanien     | Kas-Kaskol         | + 2 min 44 s     |
| 7. | Antonio Gómez del Moral | Spanien     | Kas-Kaskol         | + 3 min 52 s     |
| 8. | Cees Haast              | Niederlande | Televizier-Batavus | + 3 min 55 s     |
| 9. | Angelino Soler          | Spanien     | Ferrys             | + 4 min 37 s     |
| 10. | José María Errandonea   | Spanien     | Fagor              | + 4 min 40 s     |

| Punktewertung | Punktewertung       | Punktewertung | Punktewertung      | Punktewertung |
| Fahrer        | Fahrer              | Land          | Team               | Punkte        |
| ------------- | ------------------- | ------------- | ------------------ | ------------- |
| 1.            | Jos van der Vleuten | Niederlande   |                    | 147 P.        |
| 2.            | Gerben Karstens     | Niederlande   | Televizier-Batavus | 142 P.        |
| 3.            | Pasquale Fabbri     | Italien       |                    | 105 P.        |

| Bergwertung | Bergwertung         | Bergwertung | Bergwertung | Bergwertung |
| Fahrer      | Fahrer              | Land        | Team        | Punkte      |
| ----------- | ------------------- | ----------- | ----------- | ----------- |
| 1.          | Gregorio San Miguel | Spanien     | Kas-Kaskol  | 60 P.       |
| 2.          | Txomin Perurena     | Spanien     | Fagor       | 58 P.       |
| 3.          | Mariano Díaz        | Spanien     | Fagor       | 38 P.       |